# 白木秀雄
白木 秀雄（しらき ひでお、本名：柏倉 秀康、1933年1月1日 - 1972年8月22日頃）は、日本のジャズ・ドラマー。

## 経歴
東京府東京市神田区（現・東京都千代田区）の酒屋に生まれる。錦城中学校を経て東京芸術大学音楽学部打楽器科に入学（のちに中退）。白木が入学した年の芸大打楽器科の新入生は2名だけで、もう1人は指揮者の岩城宏之であった。芸大在学中にキジ西村（西村喜次）の勧めでブルーコーツに参加し、ジャズ・ドラマーとしてのキャリアを開始した。
レイモンド・コンデとゲイ・セプテット、河辺公一とゴールデン・チャリオティアーズを経て、1953年に初のリーダーバンド、白木秀雄トリオを結成するが間もなく解散。小野満とフォアブラザーズ、与田輝雄とシックス・レモンズを経て渡辺プロダクションに所属し、1957年4月に白木秀雄クインテットを結成した。同年に制作された石原裕次郎主演の映画『嵐を呼ぶ男』では、石原のドラム演奏シーンにおいてドラムのアテレコを担当し、映画の主題歌『嵐を呼ぶ男』のシングル盤ではバック演奏も担当した（「白木秀雄とオールスターズ」名義）。
1959年には水谷良重と結婚し（1963年離婚）、時代の寵児としてマスコミを賑わせた。
1961年、アート・ブレイキー率いるジャズ・メッセンジャーズの初来日の際、ブレイキーとの初競演（ドラム合戦）を果たした。同年6月にスタートしたテレビ番組「シャボン玉ホリデー」には、所属する渡辺プロの共同制作番組であったこともあり、白木は頻繁に出演している。この番組の企画でクレージーキャッツのハナ肇とドラム合戦も行った。
1962年5月、米のドラム・メーカーの招きで渡米。その際、以前から親交のあったホレス・シルヴァーとの共演を果たした。
1965年10月、ヨアヒム・ベーレントの招きに応じて白木秀雄クインテットとしてベルリン・ジャズ・フェスティバルに出演するが、帰国後、白木のわがままに耐え切れなくなったメンバーが次々に脱退した。新メンバーを迎えたものの仕事は激減し、クインテットは1968年5月に解散となり、同時期に白木は渡辺プロダクションから解雇された（メンバーチェンジ以降赤字続きだった）。
1969年頃にジャズ界から離れていたが、1972年9月1日、赤坂のアパートの自室で死亡しているところを発見された。行政解剖によると、死因は精神安定剤の過剰摂取と見られ、発見された時点で死後10日ほど経過していた。

## 白木秀雄クインテット
上述した脱退の影響もありメンバー経験者は多い。トランペットでは福原彰、小俣尚也、仲野彰、日野皓正、テナーサックスでは宮沢昭、松本英彦、村岡建、稲垣次郎、ピアノでは八城一夫、世良譲、大野雄二、ベースでは栗田八郎、稲葉国光などが参加していた。
2000年代半ばに再評価の機運が高まり、主要盤はほぼ再発売された。

## ディスコグラフィ

### リーダー作品
- 『白木秀雄』 - Hideo Shiraki (King) 1958年（初リーダー・アルバム）
- 『白木秀雄リサイタル』 - Hideo Shiraki Recital（1959年6月28日録音）(King) 1959年
- 『祭りの幻想』 - In Fiesta (Teichiku) 1961年
- 『プレイズ・ボッサ・ノバ』 - Plays Bossa Nova (King) 1962年
- 『プレイズ・ホレス・シルヴァー』 - Plays Horace Silver (King) 1962年
- 白木秀雄クインテット＆スリー琴ガールズ, 『さくらさくら』 - Sakura Sakura（1965年11月録音）(SABA) 1965年（ベルリンにおいて録音）
- 『白木秀雄・加山雄三の世界』- 白木秀雄クインテット(Toshiba)1966年
- 『ファンキー！登場』 (Think!) 2006年

### コンピレーション
- 『ステレオ・ドラム＆ブラック・モード』 - Stereo Drum / Black Mode (Think!) 2006年
- Play The Funky! (King) 2006年